# Urophora grindeliae
Urophora grindeliae
 es una especie de insecto díptero del género Urophora de la familia Tephritidae. Daniel William Coquillett lo describió científicamente por primera vez en el año 1908.